# Les (vadászat)

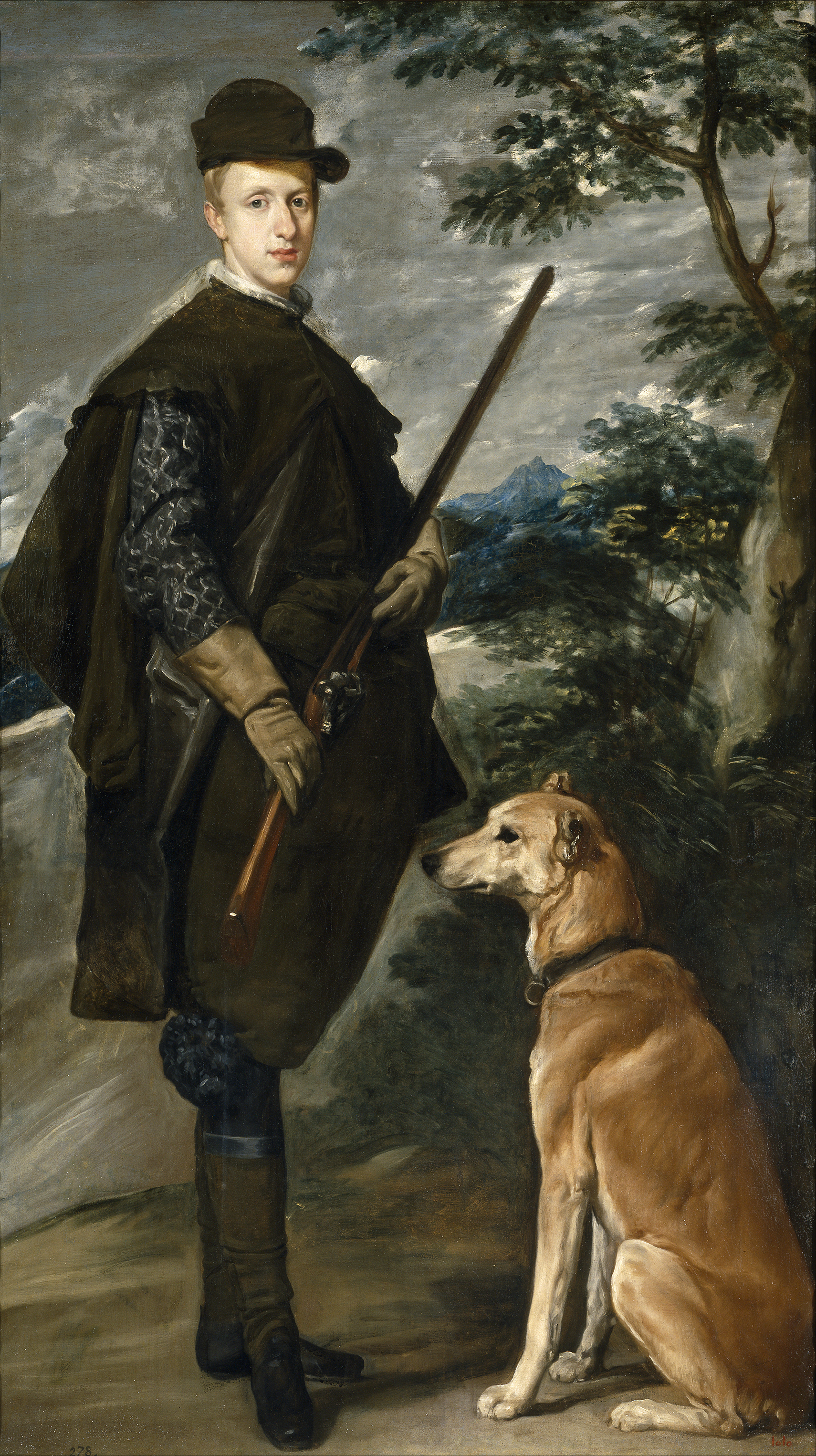
Velázquez festménye

A les a vadásznyelvben egyrészt azt a vadászati módot jelenti, mely során a vadász a vadat mozdulatlanul várja, hogy a leshelynél megjelenjen. Másrészt les az elnevezése annak a rendszerint emberi munkával létrehozott, épített búvóhelynek (leshely), ahol a vadász elrejtőzve észrevétlenül kivárhatja, megfigyelheti és elejtheti az ott megjelenő vadat. A leshely épülhet a földön (leskunyhó, lesgödör), cölöpökre vagy lábakra (magasles), valamint fákra is. A les lehet hordozható, ideiglenes vagy állandó. Az építés módja szerint megkülönböztetnek nyitott, fedett és teljesen zárt leseket (pl. magasles).
A lesvadászat az egyéni vadászati módok közé tartozik.
A vadász ül hosszu méla lesben,

Vár felajzott nyílra gyors vadat,...
Vörösmarty Mihály: Szép Ilonka; 1833